# Hebius octolineatus
Hebius octolineatus (восьмисмугий вуж) — вид змій родини полозових (Colubridae). Ендемік Китаю.

## Поширення і екологія
Восьмисмугі вужі мешкають на південному заході Китаю, в провінціях Гуансі, Гуйчжоу, Сичуань і Юньнань. Вони живуть на берегах річок і струмків, на рисових полях, а також у вологих гірських чагарниках та на луках. Зустрічаються на висоті від 700 до 2460 м над рівнем моря. Живляться амфібіями і рибою. Відкладають яйця, в кладці 7-16 яєць.